# Mont Davidson (mont sous-marin)
Pour le point culminant de San Francisco, voir Mont Davidson.
 (novembre 2023).
Si vous disposez d'ouvrages ou d'articles de référence ou si vous connaissez des sites web de qualité traitant du thème abordé ici, merci de compléter l'article en donnant les références utiles à sa vérifiabilité et en les liant à la section « Notes et références ».
Le mont Davidson est un mont sous-marin situé dans l'océan Pacifique, à 129 km au sud-ouest de Monterey et 121 km à l'ouest de San Simeon, en Californie. Avec 42 km de long et 13 km de large, il est l'un des plus importants monts sous-marins de la planète. Il mesure 2 280 m de sa base à son sommet, qui se trouve encore à 1 250 m sous la surface.

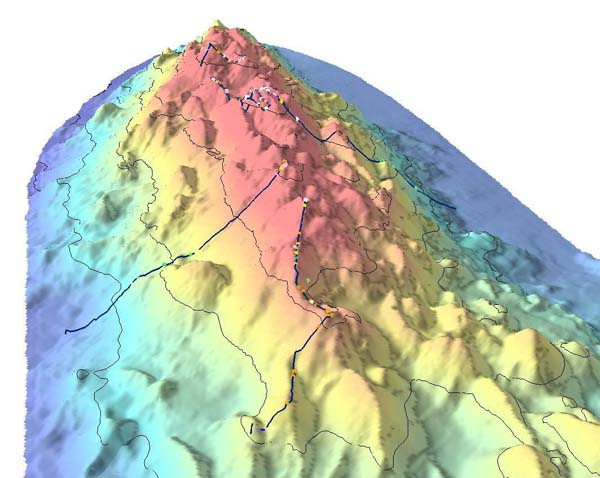
Bathymétrie du mont Davidson.

La biodiversité du mont Davidson est très importante, avec 237 espèces répertoriées, dont 27 de coraux de grande profondeur. Il fait partie depuis 2009 du Monterey Bay National Marine Sanctuary (en).

## Galerie

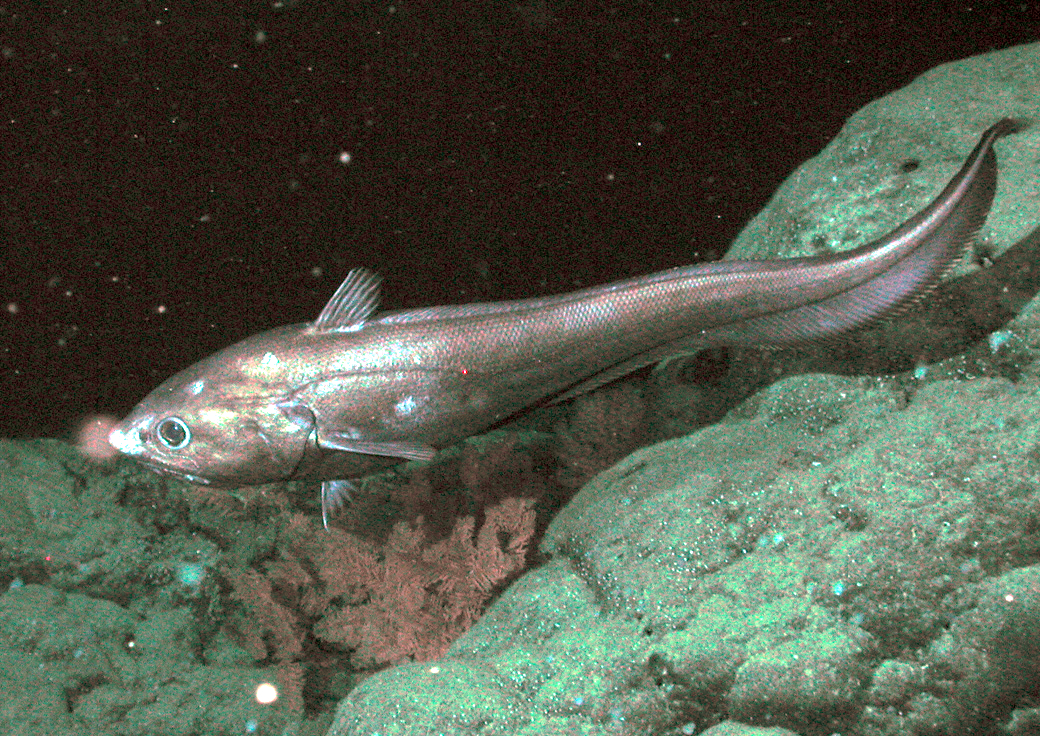
Un grenadier abyssal.
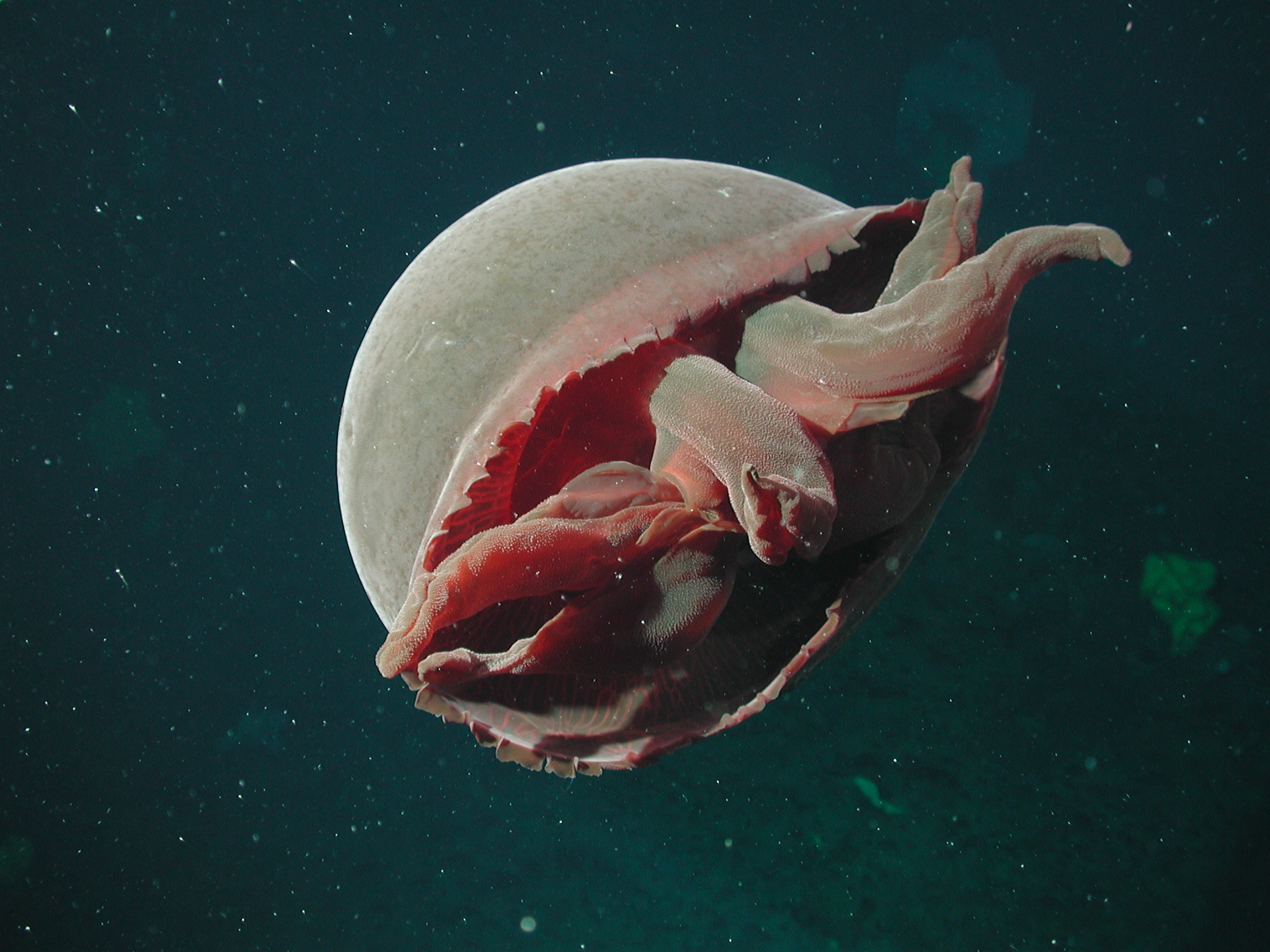
Méduse « grande rouge » Tiburonia granrojo.
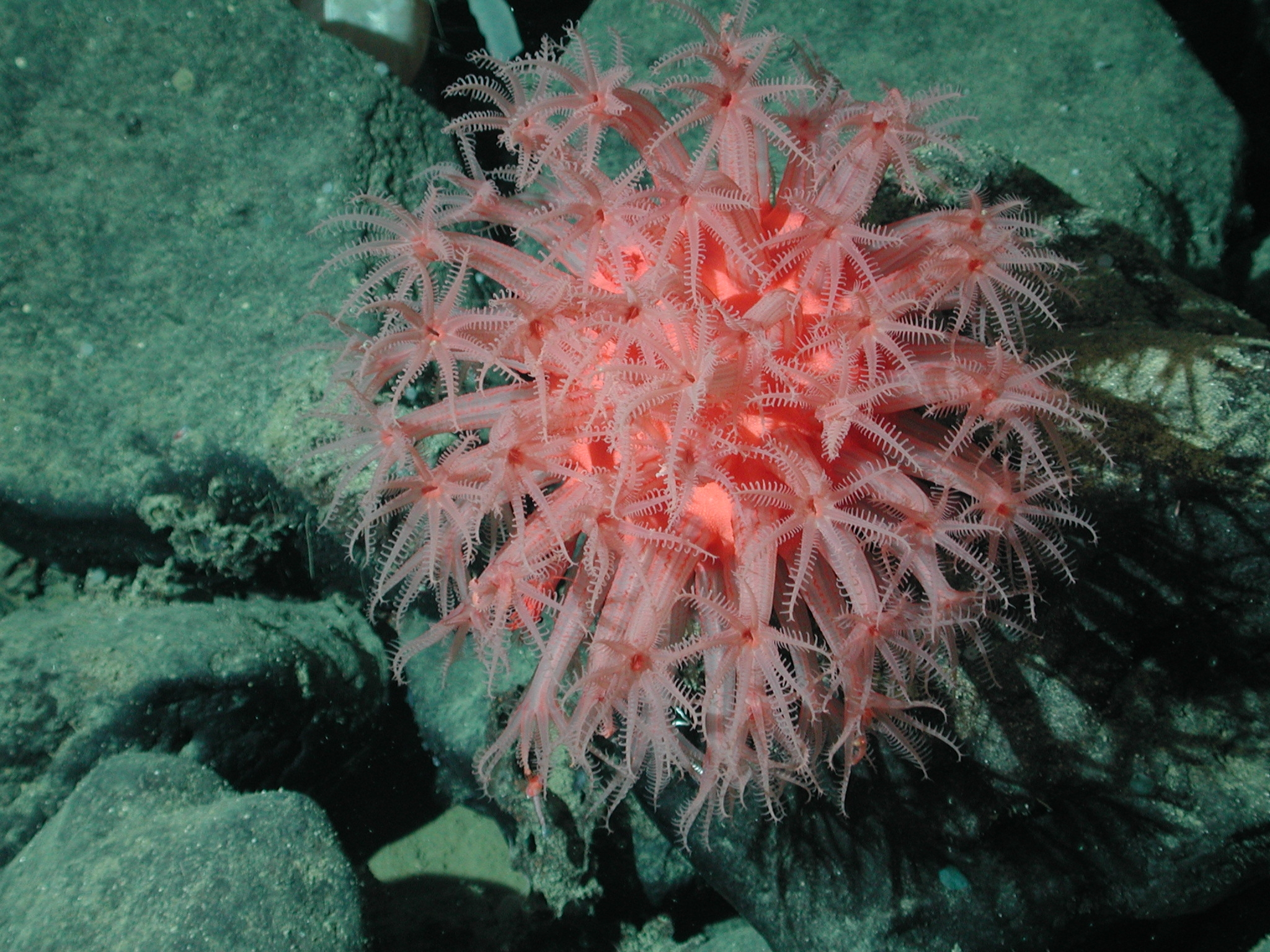
Corail mou Heteropolypus ritteri (Alcyoniidae).
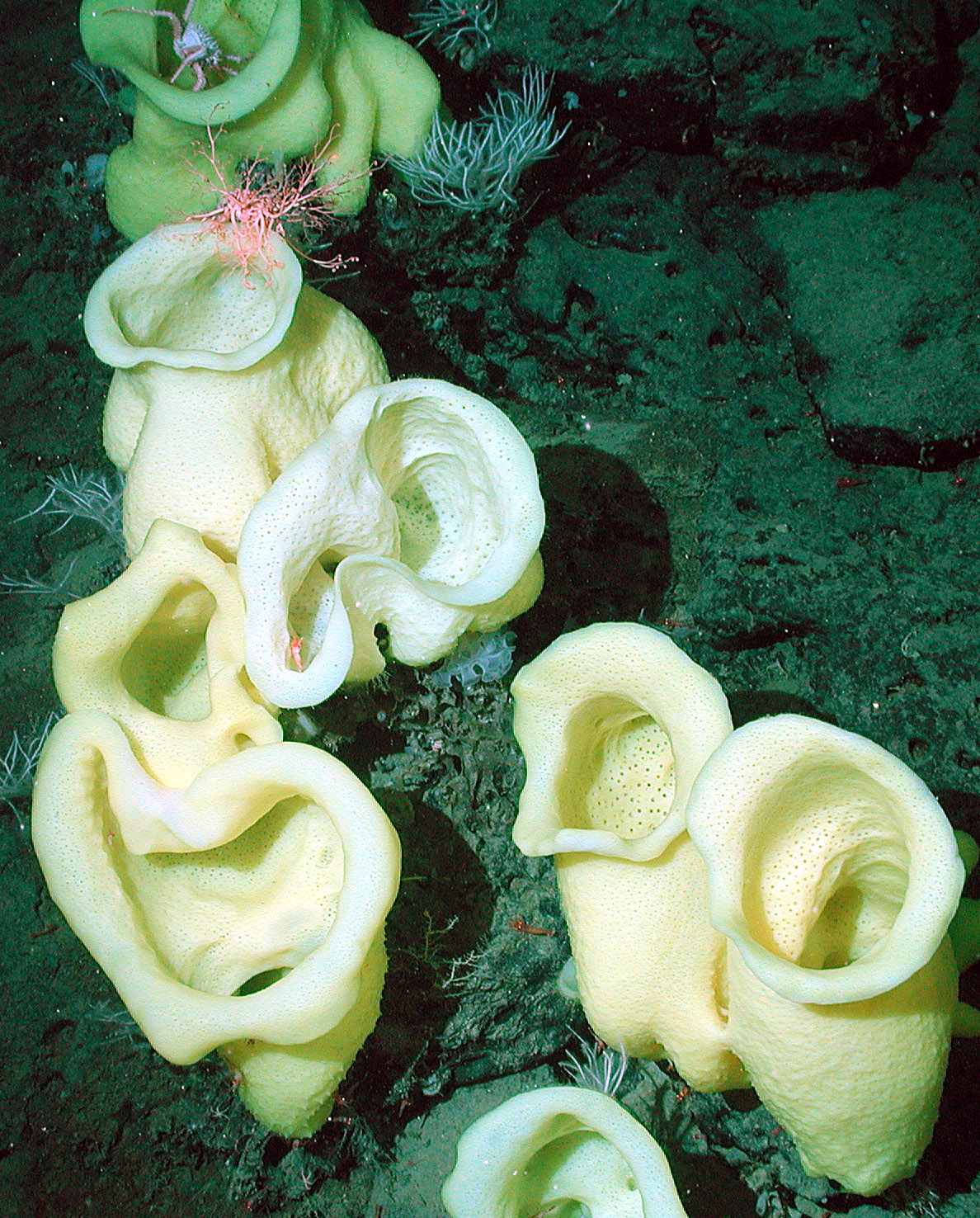
Éponges du genre Staurocalyptus (Rossellidae).